# Умбререшть (Галац)
Умбререшть, Умбререшті (рум. Umbrărești) — село у повіті Галац в Румунії. Входить до складу комуни Умбререшть.
Село розташоване на відстані 178 км на північний схід від Бухареста, 54 км на північний захід від Галаца, 144 км на схід від Брашова.

## Населення
За даними перепису населення 2002 року у селі проживали 1946 осіб. Рідною мовою 1944 особи (99,9%) назвали румунську.
Національний склад населення села:
| Національність | Кількість осіб | Відсоток |
| -------------- | -------------- | -------- |
| румуни         | 1689           | 86,8%    |
| цигани         | 257            | 13,2%    |